# Amai Manabilang
Bumbaran è una municipalità di quarta classe delle Filippine, situata nella Provincia di Lanao del Sur, nella Regione Autonoma nel Mindanao Musulmano.
Bumbaran è formata da 17 baranggay:
- Bagumbayan
- Bandara-Ingud
- Comara
- Frankfort
- Lambanogan
- Lico
- Mansilano
- Natangcopan
- Pagalamatan
- Pagonayan
- Piagma
- Poblacion (Apartfort)
- Punud
- Ranao-Baning
- Sagua-an
- Salam
- Sumugot